# 2009 en Palestine
Chronologie de la Palestine
- 2005
- 2006
- 2007
- 2008
- 2009
- 2010
- 2011
- 2012
- 2013

Cette page concerne les évènements survenus en 2009 en Palestine :

## Évènements

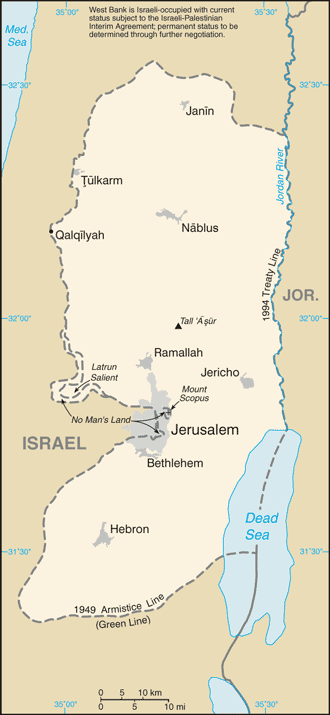
Cisjordanie

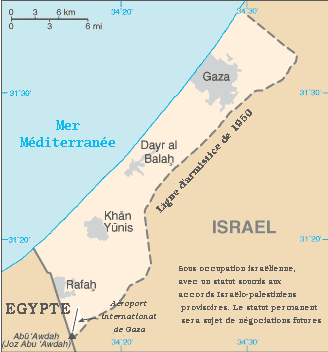
Bande de Gaza

Bande de Gaza

### Palestine

#### Janvier 2009
- Dimanche 4 janvier 2009 : Nombreuses initiatives dans le monde contre l'offensive israélienne dans la bande de gaza. Les appels au cessez-le-feu se multiplient dans le monde entier mais aussi condamnent la poursuite des tirs de roquettes.

- Lundi 5 janvier 2009 : 
  - Le président français Nicolas Sarkozy, qui effectue lundi et mardi une tournée éclair au Proche-Orient, déclare qu'il fera « tout ce qu'il est humainement possible de faire » pour favoriser la paix, selon son conseiller spécial, Henri Guaino : « Rien ne peut être de trop dans la recherche d'une solution, dans un conflit où aucune solution militaire ne peut être une issue […] le président Sarkozy, comme d'habitude, va faire tout ce qu'il est humainement possible de faire […] si vous n'essayez rien, vous ne risquez pas de réussir […] C'est vrai qu'on a un problème de vide du côté des États-Unis dans cette transition présidentielle, donc l'Europe doit prendre ses responsabilités […] L'Europe et puis aussi, puisque le président Sarkozy y va aussi à ce titre, l'Union pour la Méditerranée […] Si nous ne faisons rien, nous risquons d'avoir ce fameux choc des civilisations, nous risquons d'avoir des guerres de religion qui mèneront le monde au bord de la catastrophe, et l'Europe en particulier parce qu'elle est sur la ligne de fracture des civilisations ».
  - Le président Sarkozy estime que le mouvement islamiste Hamas a agi de « façon irresponsable et impardonnable » en décidant de ne pas renouveler la trêve et en reprenant les tirs de roquettes contre Israël. Le Hamas accuse le président Sarkozy de « partialité totale » en faveur d'Israël, pour avoir accusé le mouvement d'agir de façon « irresponsable et impardonnable ».
  - Le président de l'Autorité palestinienne Mahmoud Abbas appelle à la fin « immédiate et sans condition » de l'offensive israélienne à Gaza mais a exclu tout retour de l'Autorité palestinienne dans la bande de Gaza, à la faveur d'une éventuelle déroute du Hamas : « Il est impensable que nous travaillions pour que le Hamas soit détruit afin de le remplacer. Nous n'accepterons pas que la patrie soit réunifiée par la force des armes […] Nous n'accepterons jamais le recours aux armes afin de parvenir à la réunification de la patrie. Cela se fera seulement par le dialogue ». Mahmoud Abbas avait été délogé par la force de la bande de Gaza en juin 2007 par le mouvement islamiste Hamas qui avait mis en déroute les forces de sécurité de l'Autorité palestinienne[1].

- Mercredi 7 janvier 2009 : Le président de l'Autorité palestinienne, Mahmoud Abbas, approuve le plan égyptien visant à mettre fin à la guerre de Gaza et va se rendre en Égypte.

- Jeudi 8 janvier 2009 : 
  - De retour des Nations unies, le président Mahmoud Abbas s'arrête en Espagne pour des pourparlers sur la situation dans la Bande de Gaza avec le ministre des Affaires étrangères Miguel Ángel Moratinos, le premier ministre José Luis Rodríguez Zapatero et en soirée avec le roi Juan Carlos Ier d'Espagne.
  - Des organisations palestiniennes basées à Damas, dont le Hamas, affirment que l'initiative égyptienne en vue d'une trêve permanente dans la bande de Gaza, « ne constituait pas une base valable ».
  - le Hamas confirme qu'il ne reconnaîtra plus la légitimité du président Mahmoud Abbas au terme de son mandat de quatre ans, le 9 janvier.

- Lundi 19 janvier 2009 : Le président de l'Autorité palestinienne, Mahmoud Abbas, dans un discours lors de l'ouverture du sommet arabe à Koweït, propose au mouvement islamiste Hamas la formation d'un gouvernement « d'entente nationale » qui organiserait des élections législatives et présidentielles simultanées. Le secrétaire général de l'ONU Ban Ki-moon, appuie les appels à « l'entente nationale » entre le Fatah et le Hamas. Il prévoit de se rendre dans la bande de Gaza dès le lendemain.

- Mardi 20 janvier 2009 : Le ministre français des Affaires étrangères Bernard Kouchner qualifie le mouvement islamiste d'« interlocuteur » possible dans le conflit israélo-palestinien, notamment si un gouvernement palestinien d'union nationale était créé.

- Jeudi 22 janvier 2009 : Dans des déclarations au département d'État, le nouveau président américain Barack Obama affirme que le Hamas doit « remplir des conditions claires, reconnaître le droit d'Israël à l'existence, renoncer à la violence et respecter les accords passés » : « Pendant des années, le Hamas a lancé des milliers de roquettes sur d'innocents Israéliens. Aucune démocratie ne peut tolérer un tel danger pour sa population, pas plus que la communauté internationale, et les Palestiniens ne devraient pas le tolérer non plus, car leurs intérêts ne font que pâtir des actes de terrorisme ».

- Vendredi 23 janvier 2009 : Le Hamas accuse le nouveau président américain Barack Obama dans ses déclarations de la veille au Département d'État, de « commencer à adopter une politique erronée » sur la question israélo-palestinienne, après qu'il eut appelé, le mouvement islamiste à reconnaître Israël et justifié l'offensive israélienne à Gaza : « Le président Obama doit adopter des positions positives appuyant la cause palestinienne qui est juste, mettant fin aux crimes sionistes et reconnaissant le droit du peuple palestinien à se défendre […ces] déclarations risquent d'être exploitées par l'occupant sioniste pour poursuivre la politique de meurtres et de blocus contre le peuple palestinien ».

- Lundi 26 janvier 2009 : Selon le journal Le Monde, la France veut favoriser un gouvernement palestinien d'union nationale, estimant que la guerre de Gaza a imposé de nouvelles priorités et que l'administration du nouveau président américain, Barack Obama, pourrait rompre avec la ligne de soutien inconditionnel à Israël. Lors du sommet des ministres des affaires étrangères de l'Union européenne qui se tient à Bruxelles, pour discuter d'un plan d'action européen pour le Proche-Orient, la diplomatie française tente d'imprimer, un changement de ton à l'égard du Hamas et s'est mis à plaider discrètement pour une forme d'ouverture en direction du mouvement islamiste.

- Mardi 27 janvier 2009 : Le ministère français des Affaires étrangères annonce que deux sénateurs français — Jean François-Poncet (vice-président de la commission des Affaires étrangères), et Monique Cerisier-ben Guiga — ont rencontré récemment à Damas « en toute indépendance » des responsables du Hamas, à l'occasion d'une tournée au Proche-Orient, mais sans dire qui étaient les responsables du Hamas rencontrés. Selon le ministère, la France serait disposée à parler au Hamas « dès lors qu'il respectera les principes qui guident le processus de paix et au premier chef la renonciation à la violence » estimant que « s'engager sur cette voie est le meilleur moyen de garantir au peuple palestinien un avenir de paix, de stabilité et de sécurité ».

- Mercredi 28 janvier 2009 : Le président Mahmoud Abbas dénonce auprès du Commissaire européen Javier Solana en visite à Ramallah, la politique de colonisation israélienne qui, selon lui, prouve qu'Israël ne veut pas la paix : « La poursuite de la colonisation et l'expansion des colonies dans les territoires palestiniens montrent qu'Israël n'a aucune volonté de paix » et l'accuse « d'avoir tenté de consacrer la division entre Palestiniens, par son agression contre Gaza, pour empêcher la création d'un État palestinien indépendant en Cisjordanie, dans la bande de Gaza et à Jérusalem à côté de l'État d'Israël, et une solution à deux États ».

#### Février 2009
- Dimanche 1er février 2009 :
  - Au cours d'une conférence de presse dans la capitale égyptienne, retransmise par la chaîne de télévision satellitaire Al Jazeera, le président de l'Autorité palestinienne, Mahmoud Abbas, refuse tout dialogue avec « quiconque rejette l'Organisation de libération de la Palestine » dans une allusion directe au Hamas : « Ces gens ont risqué la vie du peuple, risqué le sang du peuple, risqué la destinée du peuple, risqué le rêve et l'espoir du peuple d'établir un État palestinien indépendant ».
  - Le chef en exil du Hamas Khaled Mechaal est en visite à Téhéran. Le ministre des Affaires étrangères, Manouchehr Mottaki appelle à la levée du blocus israélien de la bande de Gaza « pour permettre sa reconstruction » et estime que « toutes les nations doivent participer à la reconstruction de Gaza (…) et doivent exercer un effort pour fournir l'aide aux démunis par le biais du gouvernement légal du Hamas ».
  - Le guide suprême, l'ayatollah Ali Khamenei, recevant le chef en exil du Hamas Khaled Mechaal, affirme que « la résistance islamique […] doit être prête à tout, y compris le déclenchement d'une nouvelle guerre ».

- Lundi 2 février 2009 : Le président Mahmoud Ahmadinejad, recevant le chef en exil du Hamas Khaled Mechaal, estime qu'« il faut, avec toutes les forces, chercher à juger les dirigeants sionistes, boycotter les produits sionistes et continuer la pression politique internationale sur le régime sioniste ». Les autorités iraniennes n'ont pas publié de liste des produits des sociétés accusées de liens avec Israël, mais des groupes islamistes et la presse ont déjà désigné des marques. Au sujet de la situation à Gaza, il estime que « les sionistes ont subi un échec […] mais même là ils n'arrêtent pas de comploter et il est possible qu'ils commettent une nouvelle agression »[2].

- Mardi 3 février 2009 : 
  - Le chef en exil du Hamas Khaled Mechaal, en visite à l'Université de Téhéran, affirme aux étudiants islamistes iraniens qu'ils libéreraient Al-Qods (Jérusalem) « ensemble » et y prieraient : « Si Dieu le veut, nous libérerons Al-Qods ensemble et nous y prierons ensemble […] Nous nous préparons complètement à libérer toute la Palestine, à reprendre al-Qods et à assurer le retour des réfugiés ».
  - Le président Mahmoud Abbas rencontre à Paris le président Nicolas Sarkozy. À l'issue de leur entretien, dont peu d'éléments ont filtré, Mahmoud Abbas juge « totalement inacceptable » l'appel lancé la semaine dernière par le chef du bureau politique du Hamas, Khaled Mechaal, en faveur d'une nouvelle représentation du peuple palestinien dans le cadre d'une nouvelle structure représentant « le peuple palestinien à l'intérieur et dans la diaspora ».
  - La secrétaire d'État américaine, Hillary Clinton, assure que les États-Unis veulent aider à l'établissement d'un État palestinien « viable » en Cisjordanie et à Gaza, et appelle le Hamas à mettre un terme à ses tirs de roquettes sur Israël : « Nous cherchons à travailler avec toutes les parties pour les aider à progresser vers un accord négocié qui mette fin au conflit entre Israël et les Palestiniens, qui créée un État indépendant et viable en Cisjordanie et à Gaza et qui apporte à Israël la sécurité qu'il recherche […] Les États-Unis sont engagés. Nous sommes déterminés et engagés à travailler avec tous ceux qui feront preuve de bonne foi […] Nous allons travailler aussi dur et aussi longtemps qu'il le faudra […] Nous avons une politique très claire à l'égard du Hamas ».

- Jeudi 5 février 2009 : Selon l'organisation israélienne de défense des droits de l'homme B'Tselem, plus de 540 Palestiniens sont emprisonnés sans procès en Israël, dont 42 depuis plus de deux ans, et 2 depuis quatre ans et demi. Six d'entre eux sont mineurs. Au total, 7 904 Palestiniens étaient enfermés dans les centres de détention israéliens fin 2008. En 2008, les forces de sécurité israéliennes ont tué 455 Palestiniens, dont 87 mineurs, dont au moins 175 qui ne prenaient pas part aux hostilités. Pour la même période, 18 civils et 10 soldats israéliens ont été tués par des Palestiniens. Ces chiffres ne prennent pas en compte les victimes de l'offensive menée par Israël à Gaza du 27 décembre au 18 janvier qui a fait 1 330 morts du côté palestinien, et 13 morts côté israélien.

- Dimanche 8 février 2009 :
  - Un dirigeant du Hamas dans la bande de Gaza, Mahmoud Zahar, déclare que le mouvement islamiste voulait « préserver l'Organisation de libération de la Palestine et ses structures », « même si nous sommes opposés à son programme », prenant le contre-pied des appels du Hamas en exil à remplacer cette organisation. Selon Mahmoud Zahar, l'Hamas veut « adhérer à l'OLP » bien que le mouvement conteste la Charte nationale palestinienne que le Conseil national avait modifié en 1996, pour reconnaître Israël, après les accords israélo-palestiniens d'Oslo de 1993.
  - Une délégation de parlementaires français, emmenée par le président de l'Assemblée nationale, Bernard Accoyer, est en visite en Israël et dans les territoires palestiniens. Bernard Accoyer a été reçu à Ramallah par le premier ministre palestinien Salam Fayyad. La délégation est venue manifester sa « solidarité à l'égard des populations civiles », « mieux comprendre la situation et les voies qui peuvent permettre, au-delà de la prolongation du cessez-le-feu, d'aller vers une solution de paix durable », pour arriver à « la création d'un État palestinien démocratique » et à « la sécurité pour Israël », appelant les Palestiniens à « l'unité ». Bernard Accoyer a par ailleurs rejeté tout dialogue avec le mouvement islamiste palestinien Hamas, qui contrôle la bande de Gaza : « La France n'aura pas de contacts et d'échanges avec le Hamas tant que celui-ci aura recours à la violence ».

- Vendredi 13 février 2009 : Un délégation du Fatah, dirigée par Ahmad Qoreï, et une du Hamas, dirigée par Moussa Abou Marzouk (n°2 du bureau politique) se sont rencontrés au Caire pour préparer une réunion de réconciliation prévue le 22 février en Égypte. Il s'agit de la première rencontre à ce niveau entre les deux mouvements rivaux depuis que les islamistes ont délogé l'Autorité palestinienne de la bande de Gaza en juin 2007. Les deux délégations se sont convenues lors de la rencontre de « mettre fin aux attaques réciproques dans les médias », de « clore le dossier des arrestations » politiques et de poursuivre les rencontres en vue de préparer le dialogue de réconciliation.

- Mercredi 25 février 2009 : Des responsables du Fatah et du Hamas font état d'une reprise du dialogue interpalestinien dans un « climat positif » à la veille de la conférence de « réconciliation » parrainée par l'Égypte, affirmant que « les rencontres se déroulent dans une ambiance positive ».

#### Mars 2009
- Lundi 2 mars 2009 : Le président français Nicolas Sarkozy, à l'ouverture de la conférence pour la reconstruction de Gaza à Charm el-Cheikh, appelle tous les Palestiniens à se rassembler dans un gouvernement d'union nationale derrière le président de l'Autorité palestinienne Mahmoud Abbas : « Tous les Palestiniens doivent se rassembler dans ce gouvernement d'union derrière le président Abbas […] Je dis aux pays qui ont des liens avec le Hamas, vous avez une responsabilité particulière pour exiger qu'il rejoigne le président Abbas, dont la démarche de paix, et elle seule, produira des résultats […] Je le dis enfin à l'ensemble des dirigeants palestiniens : si vous voulez être considérés comme des interlocuteurs légitimes, il faut que vous admettiez qu'il n'y a pas d'autre chemin vers la création d'un État palestinien que de vous engager résolument dans la recherche d'une solution politique et donc dans le dialogue avec Israël, sur la base des acquis des négociations passées ».

- Mercredi 4 mars 2009 : Lors d'une conférence de presse à Ramallah, aux côtés de la secrétaire d'État américaine, Hillary Clinton, le président Mahmoud Abbas critique l'ingérence de l'Iran dans les affaires palestiniennes : « Nous envoyons un message à l'Iran : arrêtez de vous ingérer dans nos affaires [estimant que l'Iran] intervient uniquement pour approfondir la division entre les Palestiniens ». L'Iran organise ce jour une conférence sur Gaza qui réunit pendant deux jours, la direction du Hamas, des représentants de pays de la région et des délégations sud-africaine et nigériane. Cette conférence se veut une réponse à celle conclue, lundi en Égypte par une promesse de la communauté internationale de verser 4,5 milliards de dollars pour la reconstruction de Gaza.

- Samedi 7 mars 2009 : Le premier ministre palestinien Salam Fayyad présente la démission de son gouvernement au président Mahmoud Abbas. « Cette démission devient effective dès la formation d'un gouvernement de consensus national au plus tard à la fin du mois en cours [et] vise à soutenir les efforts destinés à former un gouvernement de consensus national » dans le cadre d'une réconciliation avec le Hamas. Ce gouvernement avait été mis en place en juin 2007 après le limogeage d'un premier gouvernement formé par le Hamas à la suite de la violente prise de pouvoir par le parti islamiste dans la bande de Gaza. Le lendemain, il s'est dit confiant dans le fait que les négociations actuellement menées au Caire aboutiront à la formation de ce gouvernement de consensus.

- Jeudi 19 mars 2009 : Le président Mahmoud Abbas appelle dans un message lu par Shaddad Attili, chef de la Palestine Water Authority, lors du Forum mondial de l'eau à Istanbul, à résoudre rapidement la question de l'eau dans les territoires palestiniens sans attendre la conclusion d'un accord de paix : « La situation est non seulement injuste mais inutile : les Palestiniens estiment depuis longtemps que la question de l'eau devrait être retirée des dynamiques de conflit, et en particulier de ce conflit […] Les Palestiniens ne devraient pas être contraints d'attendre qu'un accord de paix soit conclu avant d'être autorisés à utiliser une part légitime des ressources en eau transfrontalières ». D'autre part, il a souligné que la consommation d'eau d'un Palestinien est quatre fois inférieure à celle d'un Israélien, mais « la raison de cette disparité n'a rien à voir avec le mode de vie des Palestiniens et des Israéliens — lorsqu'il s'agit de l'eau, tous les êtres humains ont les mêmes besoins — mais est due à […] une distribution inéquitable ».

- Lundi 23 mars 2009, Liban : Un leader de l'Organisation de libération de la Palestine (OLP) au Liban, Kamal Medhat, et deux de ses gardes du corps sont tués dans l'explosion d'une bombe au passage de leur convoi dans un camp de réfugiés palestiniens de Mieh Mieh (sud). Kamal Medhat, connu également sous le nom de Kamal Nagi, était dans le passé le responsable des services de renseignements au sein du Fatah et était un des principaux compagnons de Yasser Arafat lorsque ce dernier menait les activités de guérilla palestinienne contre Israël à partir du Liban, dans les années 1970. Un climat de tension règne depuis plusieurs mois dans les camps du sud, avec la multiplication des assassinats et des règlements de comptes entre le Fatah et le groupe extrémiste Jound al-Cham, d'une part, et les querelles entre le Fatah et le Hamas, de l'autre[3].

#### Avril 2009
- Mercredi 1er avril 2009 : Les Palestiniens ont immédiatement réagi aux propos tenus par le nouveau ministre israélien des Affaires étrangères, Avigdor Lieberman, estimant que « ce ministre constitue un obstacle à la paix […] Il causera du tort à Israël en premier […] Rien ne nous oblige à traiter avec un personnage raciste et hostile à la paix comme le ministre israélien des Affaires étrangères Lieberman »[4].

- Samedi 4 avril 2009 : Le président Mahmoud Abbas est à Bagdad pour une visite surprise, la première visite d'un dirigeant palestinien en Irak depuis la chute du régime de Saddam Hussein en 2003.

- Lundi 6 avril 2009 : L'envoyé spécial du Quartette pour le Proche-Orient, Tony Blair, à la suite d'une entrevue avec le nouveau premier ministre israélien, Benjamin Netanyahu, déclare à la presse qu'une solution à deux États est incontournable pour une paix entre Israël et les Palestiniens : « La seule solution qui marchera est celle de deux États vivant côte à côte en paix […] Mon point de vue est qu'il comprend que si le contexte approprié est créé en vue de la paix, la seule paix durable est basée sur une solution à deux États », conformément à la Feuille de route pour le Proche-Orient prônée par le Quartette (ONU, États-Unis, UE, Russie). Pour y parvenir, il est impératif, selon Tony Blair, d'avoir « une négociation politique crédible pour une solution à deux États », d'améliorer les conditions de vie des habitants de Cisjordanie et de lever le blocus imposé par Israël sur la bande de Gaza.

- Mercredi 8 avril 2009 : Le ministre saoudien des Affaires étrangères, Saoud al-Fayçal appelle la communauté internationale et les États-Unis à faire pression pour que le nouveau gouvernement israélien renonce à ses « politiques dangereuses » qui menacent selon lui les efforts de paix : « Il apparaît désormais clairement qu'on ne peut pas attendre d'Israël, qui a jusqu'à présent frustré tous les efforts de paix, et dont le nouveau gouvernement a annoncé des politiques dangereuses, qu'il change de lui-même sa position […] La communauté internationale, et notamment les États-Unis, doit faire preuve de fermeté pour amener Israël à changer sa politique, qui enfreint le droit international et est contraire aux exigences de la paix […] Il n'est pas exagéré de dire que l'incapacité à mettre un terme à cette lutte a été à l'origine de phénomènes dangereux qui se sont répandus dans le monde, comme le terrorisme, la violence et l'extrémisme »[5].

- Mercredi 15 avril 2009 : Le chef palestinien Marouane Barghouti, considéré comme l'un des principaux inspirateurs de l'Intifada et chef du Fatah pour la Cisjordanie, qui purge actuellement une peine de prison à vie en Israël déclare que les Palestiniens n'ont pas de partenaire pour la paix en Israël, particulièrement avec le gouvernement de Benjamin Netanyahu, « car les Israéliens ne sont pas prêts pour une vraie paix »[6].

- Jeudi 16 avril 2009 : Le ministre israélien des Affaires étrangères Avigdor Lieberman rencontre pour la première fois l'émissaire américain George Mitchell qui réitère le soutien ferme de Washington à la création d'un État palestinien indépendant, alors que le premier ministre israélien Benjamin Netanyahu affirme qu'« Israël attend des Palestiniens qu'ils reconnaissent l'État d'Israël comme l'État du peuple juif ».

- Vendredi 17 avril 2009 : L'émissaire spécial américain George Mitchell est à Ramallah pour rencontrer les dirigeants de l'Autorité palestinienne. Il a rencontré le premier ministre palestinien Salam Fayyad puis le président de l'Autorité palestinienne Mahmoud Abbas. L'Autorité palestinienne affirme que la reprise des négociations avec Israël dépend d'un engagement israélien en faveur de la création d'un État palestinien.

- Samedi 25 avril 2009 : Selon le Centre palestinien pour les droits de l'homme (PCHR), une organisation palestinienne de défense des droits de l'homme, l'année 2008 a été « la plus sanglante » depuis 1948 pour les Palestiniens, avec 1 011 morts. Parmi eux, 868 personnes ont été tuées par les forces israéliennes, dont 820 à Gaza, 414 étaient des civils et 108 des enfants. 143 autres Palestiniens, dont 25 enfants et 13 femmes ont été tués lors de violences inter-palestiniennes.

- Lundi 27 avril 2009 : Les délégations du Fatah et du Hamas se sont retrouvées au Caire pour un « dernier » effort en vue d'une réconciliation, cependant les discussions se sont achevées « sans percée sur les questions en suspens, soit la sécurité, l'OLP et les élections » selon le dirigeant du Fatah Nabil Chaath.

#### Mai 2009
- Mardi 5 mai 2009 : Le chef en exil du Hamas, Khaled Mechaal, estime que le mouvement palestinien pourrait soutenir une solution à deux États avec Israël basée sur les frontières de 1967 mais n'est toujours pas prêt à reconnaître l'État juif[7]. « Nous sommes pour un État avec les frontières de 1967, sur la base d'une trêve à long terme […] Ceci comprend Jérusalem Est, le démantèlement des colonies et le droit au retour pour les réfugiés palestiniens ».

- Lundi 11 mai 2009 : Le président Mahmoud Abbas annonce la formation d'un nouveau gouvernement dans un délai de « 48 heures » pour remplacer le cabinet démissionnaire de Salam Fayyad, depuis le 7 mars dernier. Ce dernier est chargé de former le nouveau gouvernement mais devrait démissionner en cas d'accord politique sur la formation d'un cabinet d'union entre son parti, le Fatah, et le Hamas, qui contrôle la bande de Gaza. Après le dernier round de discussions en avril les deux mouvements rivaux ont ajourné leurs pourparlers jusqu'au 16 mai.

- Mercredi 13 mai 2009 :
  - Le pape Benoît XVI est arrivé à Bethléem, ville natale du Christ, où il doit célébrer une messe devant la basilique de la Nativité, visiter le camp de réfugiés d'Aïda et rencontrer le président palestinien Mahmoud Abbas.
  - Le pape Benoît XVI apporte son soutien à l'établissement d'« une patrie palestinienne souveraine », assure les habitants de la bande de Gaza de sa compassion et appelle les Palestiniens à résister à la tentation du « terrorisme »[8].
  - Le président Mahmoud Abbas lance « un message de paix » aux Israéliens en recevant le pape Benoît XVI dans un camp de réfugiés en Cisjordanie : « Devant votre sainteté, j'adresse un message de paix à nos voisins israéliens et je leur demande de renoncer à l'occupation, à la colonisation, aux arrestations et aux humiliations […] Leur sécurité et leur acceptation dans la région ne peuvent être atteintes qu'à travers la paix. La paix apportera prospérité et coexistence à tous les peuples de la région […] Ce camp, comme des dizaines d'autres en Palestine et ailleurs, symbolise la Nakba, exode, et déracinement qui ont frappé notre peuple en 1948 »[9].

- Mercredi 27 mai 2009 : La Secrétaire d'État américaine, Hillary Clinton, à la veille de la première rencontre du président Barack Obama avec le président palestinien Mahmoud Abbas, estime qu'aux yeux de la communauté internationale, toutes les colonies, y compris celles ayant obtenu les autorisations des autorités israéliennes, sont illégales. : « Le président a été très clair […] Il veut la fin de la colonisation : pas de colonies, pas de postes avancés, pas d'exceptions liées à la croissance naturelle ». L'Autorité palestinienne a salué les déclarations de Hillary Clinton, après avoir conditionné toute reprise des négociations avec Israël à un arrêt de la colonisation[10].

- Jeudi 28 mai 2009 :
  - La Secrétaire d'État américaine, Hillary Clinton, estime qu'un État palestinien était dans l'intérêt d'Israël, réitérant la volonté de l'administration américaine de relancer les négociations de paix israélo-palestiniennes : « Nous pensons que les efforts pour parvenir à une solution à deux États est le meilleur moyen pour Israël d'obtenir la paix et la sécurité qu'il recherche et mérite […] Nous pensons que c'est le meilleur moyen pour les Palestiniens de ressentir qu'ils ont le contrôle de leur propre vie, d'avoir une chance d'élever leurs familles et d'avoir l'avenir que les enfants palestiniens méritent […] C'est une entreprise difficile et complexe mais nous sommes résolus ».
  - Le président Mahmoud Abbas est reçu par le président Barack Obama à la Maison-Blanche. Auparavant il a rencontré le général James L. Jones, conseiller à la sécurité nationale du président Obama. Le négociateur palestinien Saëb Erakat relève que « pour la première fois les Américains parlent aussi clairement de l'État palestinien comme un intérêt américain et comme étant la seule solution à l'ordre du jour ».

- Vendredi 29 mai 2009 : Le mouvement islamiste Hamas critique les entretiens entre le président palestinien Mahmoud Abbas et le président américain Barack Obama, estimant qu'ils avaient « déçu l'espoir » des Palestiniens : « La rencontre n'a rien apporté de nouveau. Elle a complètement déçu l'espoir du peuple palestinien […] Les paroles d'Obama ne suffisent pas et ne valent rien […] La rencontre n'a pas fait pression sur Israël pour qu'il mette fin à son siège et à ses colonies ».

#### Juin 2009
- Lundi 1er juin 2009 : Le premier ministre israélien Benjamin Netanyahu rejette la demande américaine de geler la colonisation en Cisjordanie : « Nous ne pouvons pas geler la vie dans les implantations […] Il y a des demandes raisonnables et d'autres inacceptables. Le sort définitif des implantations sera décidé lors d'un accord final sur le statut ». Le gouvernement israélien ne construira pas de nouvelles colonies et détruira les avant-postes illégaux mais n'empêchera pas l'expansion naturelle des colonies existantes. Au sujet des négociations, il a réaffirme qu'il est prêt à reprendre immédiatement et sans conditions préalables des négociations de paix avec les Palestiniens, « pas seulement sur des questions économiques et sécuritaires mais aussi diplomatiques », dont « tous les pouvoirs souverains leur permettant de se gouverner eux-mêmes, à l'exception de ceux qui mettent notre sécurité en danger », mais « à la fin du processus de paix, ils devront reconnaître l'État d'Israël comme l'État du peuple juif »[11].

- Dimanche 14 juin 2009 :
  - Le premier ministre israélien Benyamin Nétanyahou, soumis à de fortes pressions internationales, se déclare en faveur d'un État palestinien démilitarisé, tout en posant des conditions qui ont été immédiatement rejetées par les Palestiniens. Cependant, il a refusé le gel de la colonisation, comme le réclame la communauté internationale, qui estime que la construction en Cisjordanie mine la perspective d'un État palestinien.
  - Le Conseil des implantations de Judée-Samarie — colonies de peuplement israéliennes en Cisjordanie — déplore « que le premier ministre ait donné son accord à la constitution d'un État palestinien démilitarisé alors que, plus que quiconque, Nétanyahou a expliqué au fil des années quelle menace constituerait pour Israël un tel État, même démilitarisé », alors que le Comité des colonies du nord de la Cisjordanie dénonce les propos du premier ministre affirmant que « la Terre d'Israël ne constitue pas une monnaie d'échange dont tel ou tel gouvernement passager disposerait à sa guise » y compris la Cisjordanie.
  - La présidence de l'Autorité palestinienne accuse le premier ministre israélien de « torpiller » tous les efforts de paix en posant dans son discours une série de conditions à l'acceptation d'un règlement basé sur la création d'un État palestinien : « Ce discours torpille toutes les initiatives de paix dans la région […] Il entrave les efforts visant à sauver les processus de paix dans un clair défi à l'administration américaine […] Il a parlé d'un État palestinien en le vidant de sa substance en excluant un gel de la colonisation. En exigeant la reconnaissance du caractère juif d'Israël, il veut que les Palestiniens fasse partie du mouvement sioniste mondial […] Il veut imposer un règlement ne tenant pas compte des droits des réfugiés et aux termes duquel Jérusalem ne sera pas la capitale du futur Etat palestinien et celui-ci ne jouira d'aucune forme de souveraineté […] Il a employé les mots "État palestinien" mais en fait il veut un protectorat israélien »[12].

- Lundi 15 juin 2009 : Le Hamas annonce la mort d'un de ses militants, Haitham Abdallah Amr (28 ans), membre du conseil d'administration d'une organisation de charité islamique, dans une prison du service de renseignements de l'Autorité palestinienne à Hébron, « des suites de tortures sauvages qu'il a subies ». Il avait été arrêté par les services de sécurité palestiniens le 10 juin. Les services de sécurité du Fatah arrêtent régulièrement des membres du Hamas pour détention illégale d'armes ou financement d'activités interdites. Quatre policiers de l'Autorité palestinienne et quatre activistes du Hamas ainsi qu'un civil ont été tués depuis fin mai et début juin dans des accrochages à Qalqilya (nord de la Cisjordanie).

- Mardi 23 juin 2009 : L'administration pénitentiaire israélienne annonce la prochaine libération d'Abdel Aziz Douaïk (60 ans), le président du Parlement palestinien lié au Hamas après trois ans de détention. Il fait partie des dizaines d'hommes politiques du Mouvement de la Résistance islamique arrêtés après la capture du caporal franco-israélien Gilad Shalit en juin 2006.

- Mercredi 24 juin 2009 :
  - Une ONG israélienne accuse l'armée et le service de sécurité intérieure (Shin Beth) de maltraitance cruelle envers les détenus palestiniens, faisant état de 547 témoignages de détenus recueillis ces douze derniers mois. Ces mauvais traitements « peuvent être assimilés à la torture et sont  contraires aussi bien à la loi israélienne qu'à la loi internationale et aux  décisions de la Cour suprême interdisant l'usage de la torture »[13].
  - Le premier ministre israélien Benyamin Nétanyahou, admet sous la pression américaine, après des décennies de refus, la création d'un État palestinien, mais assorti de nombreuses conditions, démilitarisé, sans contrôle de ses frontières, de son espace aérien ni de ses ressources, sans la liberté de nouer des alliances. La vallée du Jourdain restera sous contrôle israélien. Les forces de sécurité garderont le droit d'intervenir à leur guise dans un État faible, mais qui aura son drapeau, son hymne national et son gouvernement. Comme préalable, les Palestiniens doivent reconnaître Israël en tant qu'Etat juif et les Palestiniens d'Israël (20 % de la population) doivent renoncer à leur spécificité. De plus, il n'y aura pas de reconnaissance de responsabilité dans l'expulsion et le déracinement de 760.000 Palestiniens en 1948, ni d'indemnisation ni de possibilité de réintégration. Il est totalement exclu de diviser Jérusalem, qui restera à jamais « la capitale unie » d'Israël. Quant à la colonisation, il est impossible de cesser de construire en zone occupée, car les colons israéliens font des enfants et qu'il est nécessaire de leur faire de la place[14].

- Jeudi 25 juin 2009 : Le chef en exil du Hamas palestinien, Khaled Mechaal, s'est déclaré favorable à un « dialogue direct et sans condition » avec les États-Unis, en saluant l'attitude nouvelle de la Maison Blanche sous la présidence de Barack Obama, saluant « le nouveau discours de Barack Obama à l'égard du Hamas, il s'agit d'un premier pas vers un dialogue direct et sans condition ».

- Dimanche 28 juin 2009 : Le Hamas et le Fatah, ont entamé au Caire une sixième série de discussions, toujours entravées par la question des prisonniers politiques.

#### Juillet 2009
- Vendredi 3 juillet 2009 : Selon le Washington Institute for Near East Policy (WINEP) l’Autorité palestinienne est au bord de la faillite[15].

- Vendredi 24 juillet 2009 : Les États-Unis « ont transféré 200 millions de dollars sous forme d'aide directe à l'Autorité palestinienne » pour l'aider à boucler son budget, comme ils s'y étaient engagés en mars et exprimer son soutien aux réformes entreprises depuis deux ans par le président palestinien Mahmoud Abbas et le premier ministre Salam Fayyad[16].

#### Novembre 2009
- Jeudi 5 novembre 2009 : Le président Mahmoud Abbas annonce qu'il ne se représentera pas à la présidence de l'Autorité palestinienne dont l'élection est prévue le 24 janvier prochain.